# Wiceprezes (album)
Wiceprezes – ósmy album studyjny polskiego rapera Diho. Wydawnictwo ukazało się 26 kwietnia 2024 nakładem wytwórni płytowej GM2L w dystrybucji Sony Music Entertainment. 
Pod względem muzycznym płyta utrzymywana jest w stylu hip-hop. Składa się z wersji standardowej (1 CD) oraz wersji deluxe (1 CD). Na albumie gościnnie pojawiają się: Alberto oraz Francuz Mordo.
Album zadebiutował na 100. miejscu polskiej listy sprzedaży – OLiS.
Nagrania były promowane singlami: „Dzień i noc”, „Yabadu”, „Humbaki”, „Andaluz” i „Prościej”.

## Lista utworów
Opracowano na podstawie materiału źródłowego.
| Wiceprezes – Wersja standardowa | Wiceprezes – Wersja standardowa    | Wiceprezes – Wersja standardowa | Wiceprezes – Wersja standardowa    | Wiceprezes – Wersja standardowa |
| Nr                              | Tytuł utworu                       | Słowa                           | Muzyka                             | Długość                         |
| ------------------------------- | ---------------------------------- | ------------------------------- | ---------------------------------- | ------------------------------- |
| 1.                              | „Andaluz”                          | Jakub Milewski                  | Mercury · Franklin                 | 2:24                            |
| 2.                              | „Prościej”                         | Jakub Milewski                  | SYRU · Swizzy                      | 2:14                            |
| 3.                              | „Only Fans”                        | Jakub Milewski                  | Mercury · Franklin                 | 2:05                            |
| 4.                              | „Yabadu” (oraz Alberto)            | Jakub Milewski · Alberto Simao  | Mercury                            | 3:03                            |
| 5.                              | „Roochałem”                        | Jakub Milewski                  | Swizzy · Pieruun                   | 2:08                            |
| 6.                              | „Małolat”                          | Jakub Milewski                  | BeMelo · Mercury · mikipublicenemy | 2:28                            |
| 7.                              | „Włóczy-kij”                       | Jakub Milewski                  | Mercury · Shimz                    | 2:06                            |
| 8.                              | „Wotore”                           | Jakub Milewski                  | jvchu                              | 2:18                            |
| 9.                              | „Dzień i noc”                      | Jakub Milewski                  | jvchu · SYRU                       | 2:27                            |
| 10.                             | „Humbaki”                          | Jakub Milewski                  | Swizzy                             | 2:19                            |
| 11.                             | „Himalaje”                         | Jakub Milewski                  | OLEK · Pieruun                     | 2:19                            |
| 12.                             | „Na Początku” (oraz Francuz Mordo) | Jakub Milewski                  | Swizzy · GeezyBeatz                | 3:22                            |
|                                 |                                    |                                 |                                    | 29:13                           |

Uwagi:
- W utworze „Yabadu” tytuł piosenki jest stylizowany majuskułą.

## Pozycje na listach sprzedaży

### Pozycje na listach tygodniowych
| Kraj   | Lista (2024)  | Najwyższa pozycja |
| ------ | ------------- | ----------------- |
| Polska | OLiS – albumy | 100               |